# Кабру
Кабру (англ. Kabru) — горный массив в Гималаях на границе восточной части Непала и Индии с наивысшей точкой вершиной Кабру Северная высотой 7412 метров над уровнем моря. Первое восхождение на вершину Кабру Северная было совершено 18 ноября 1935 года Конрадом Реджинальдом Куком в одиночку без использования дополнительного кислорода.

## Физико-географическая характеристика
Горный массив Кабру расположен в северо-восточной части индийского штата Сикким на границе с Непалом (Восточный регион) на южном гребне Канченджанги. Массив Кабру имеет несколько вершин, высочайшая из которых имеет высоту 7412 метров над уровнем моря.
В переводе с местного языка Кабру означает Белая лавина (Ka переводится как Белый, Bru — Лавина).
Родительской вершиной по отношению к высочайшей вершине массива Кабру Северная является Канченджанга Южная, расположенная приблизительно в 6 километрах на северо-северо-восток. Седловина между двумя вершинами расположена на высоте 6692 метров, таким образом, относительная высота вершины Кабру составляет 720 метров.

## История восхождений
Первая задокументированная попытка восхождения на вершину Кабру была предпринята ещё в 1883 году в рамках гималайской экспедиции под руководством британского альпиниста Уильяма Грэма. По собственному утверждению, 8 сентября участники экспедиции, куда также вошли швейцарцы Ульрих Кауфман и Эмиль Босс, практически поднялись на Кабру Восточную высотой 7338 метров, не дойдя до вершины около 30 футов (10 метров) по вертикали. Таким образом, они поднялись на высоту свыше 7300 метров, что являлось абсолютным рекордом высоты восхождений в то время.
Впрочем, их достижение сразу же было поставлено под сомнение. В числе аргументов указывались возможные ошибки в идентификации вершин, к которым приводило несовершенство топографических карт и крайне высокая на тот момент сложность восхождений на высоты более 7000 метров без кислорода и при этом высокая заявленная скорость восхождения и практически полное отсутствие горной болезни у членов экспедиции. Вероятнее всего, по мнению современников, они поднялись на другую вершину в тех краях, менее высокую. Но нашлись также и их защитники, особенно во времена, когда в Гималаях началась эпоха восхождений на восьмитысячники без кислорода. В 2009 году Уилли Бласер и Глин Хьюс опубликовали статью в Альпийском журнале, где они отстаивали действительность гималайских восхождений Грэма, Кауфмана и Босса.
В любом случае, на Кабру был установлен действительный рекорд высоты восхождения 20 октября 1907 года, когда норвежцы Карл Рубенсон и Монрад Аас поднялись на высоту около 7290 метров на той же самой вершине Кабру Восточная. При этом они не считали себя рекордсменам и полагали, что Грэм, Босс и Кауфман все же побывали на этой вершине в 1883 году. Их рекорд продержался до 1905 года, когда Луиджи Амедео смог подняться на высоту 7500 метров при попытке восхождения на вершину Чоголиза в Каракоруме.
Первое успешное восхождение на вершину Кабру Северная было совершено 18 ноября 1935 года Конрадом Реджинальдом Куком. Компаньон Кука, швейцарец Густав Шоберт, не предпринимал участия в финальном штурме вершины из-за горной болезни, которая настигла его в верхнем лагере, поэтому Кук поднялся на вершину в одиночку без использования дополнительного кислорода.